# Telessexo
Tele-sexo é um tipo de serviço telefônico erótico pago ou não pago. Requisitado geralmente por homens, o tele-sexo constituí-se em ligar para determinado número, onde ao ser atendido por uma voz feminina inicia-se uma relação sexual imaginária por meio da voz, constituída por gemidos e ordens de favores sexuais. Geralmente, ocorre masturbação no momento da ligação.
No Brasil, o telessexo surgiu em 1992, sendo usado principalmente por homens casados ou comprometidos. Seu auge se deu nos anos 90, através dos números do 0-900, os Tele900. Porém o mercado entrou em decadência com a chegada da internet no país, especialmente com o surgimento das camgirls. O Senado Federal, respondendo uma ação civil pública do Ministério Público Federal, restringiu a propaganda do Tele900 em 1999 pelo serviço ser prestado indiscriminadamente a quem ligasse, mesmo que a pessoa fosse um menor de idade, o que passou a ser incompatível com o Regulamento da Telefonia Fixa. Então, várias operadoras passaram a bloquear os números envolvidos no mercado. Nos anos 2020 ele ainda persistia dentro de um nicho. Os canais atuais são disponibilizados por operadoras como a Ipcorp ou online, e muitas das atendentes também trabalham como modelos de webcam.